# Escalon
Escalon – miasto w Stanach Zjednoczonych, w stanie Kalifornia, w hrabstwie San Joaquin.